# 佐治街 (雪梨)

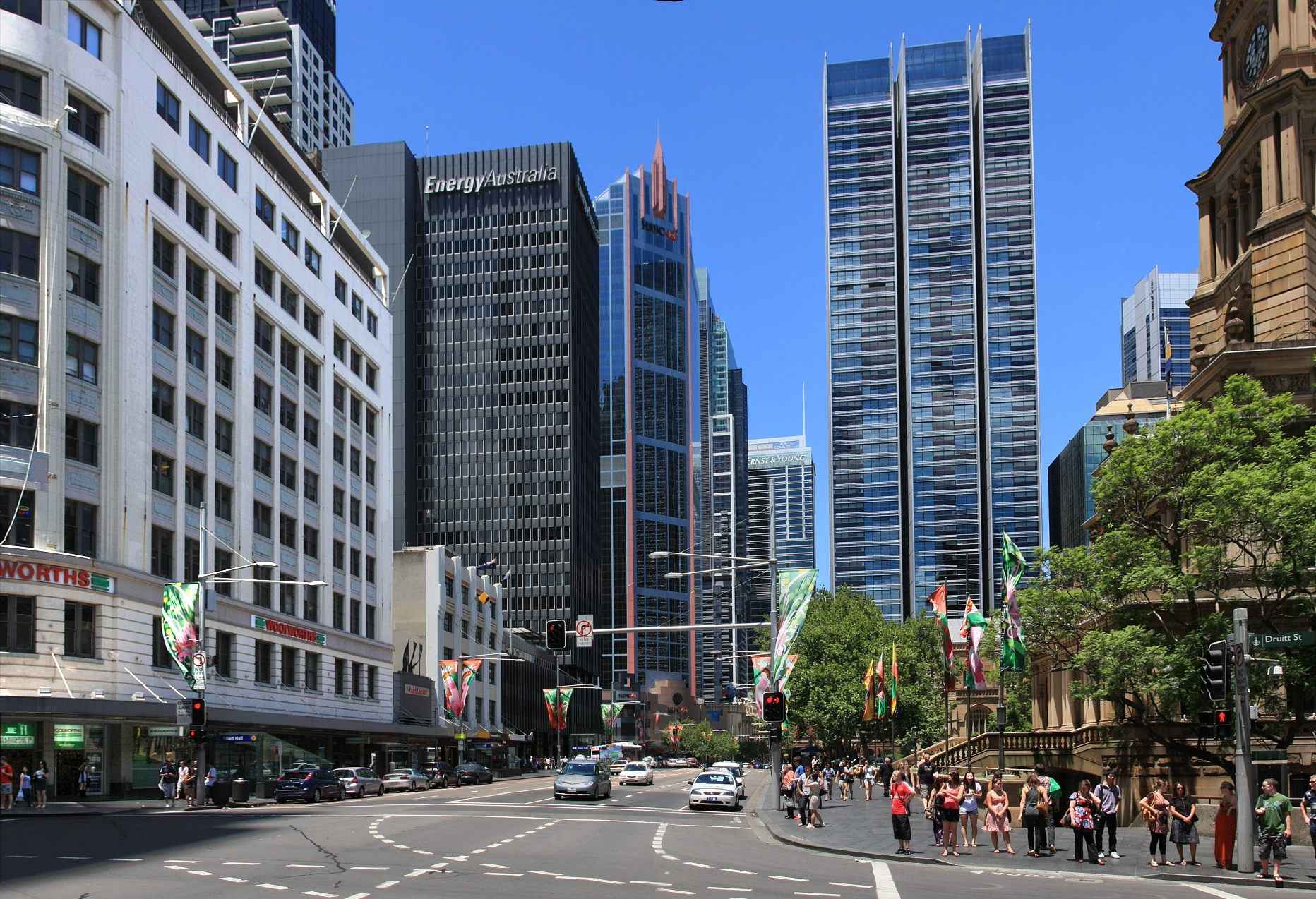
悉尼乔治街中段，悉尼市政厅在照片的右边。

乔治街（英語：George Street），又译佐治街、左治大街，是澳洲新南威爾斯州悉尼的街道。乔治街是悉尼最早的大街，至今仍是悉尼市中心最繁忙的街道之一。乔治街长约3公里，南北向贯穿悉尼市中心，并连接悉尼市部分最重要的建筑和区域。在澳洲證券交易所上市的一百所规模最大的企业中总部位于这条街的多过全国任何其他街道。这条街上的高层建筑也是澳洲最多的。乔治街北起悉尼市北端的岩石区，悉尼港大桥附近，南至悉尼市中心南端，悉尼中央火车站附近。在此处乔治街汇入铁路广场，穿过广场后成为百老汇街（Broadway），转向西后成为通往西区的主干道巴拉马打道（Parramatta Road）。

## 历史

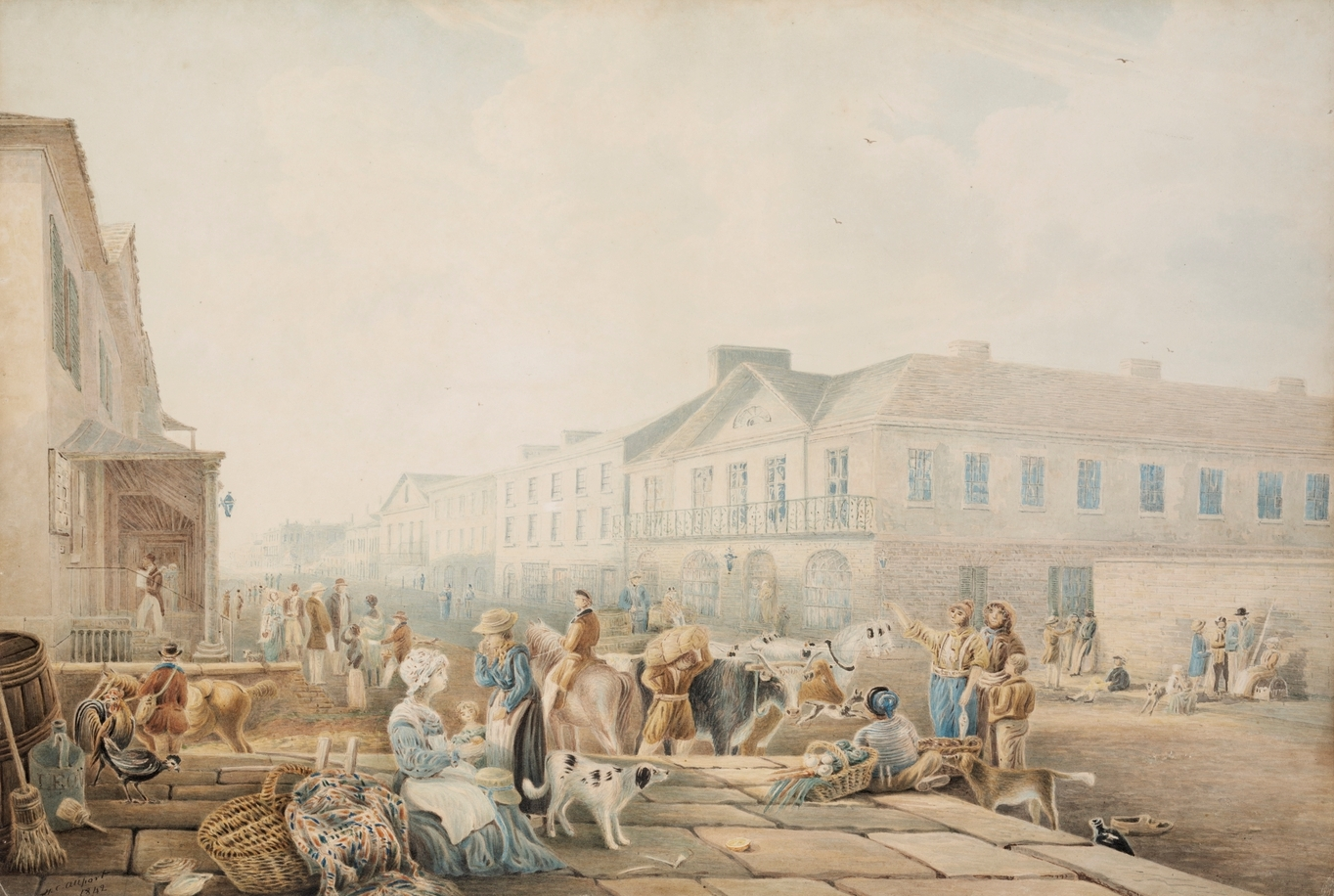
油画《乔治街》（1842年），亨利·柯曾·奥尔波特（Henry Curzon Allport）作

乔治街最早来源于1788年建立的悉尼湾殖民地。当时的总督亚瑟·飞利浦船长将流放犯和海军陆战队士兵安置在悉尼湾西侧的石岗上——即现在的旅游景点岩石区。从石岗北端的流放犯营地逐渐开辟了一条小径，向南经过海军陆战队营房，然后沿着一条小溪（水箱溪，Tank Stream）的岸边抵达一处砖窑（位置在现在的中央火车站附近）。这条小径后来成为乔治街，当时是殖民地最早的两条道路之一，另一条是东西向穿越水箱溪的小径，现在的桥街（Bridge Street）。乔治街很可能是澳大利亚的第一条街道。

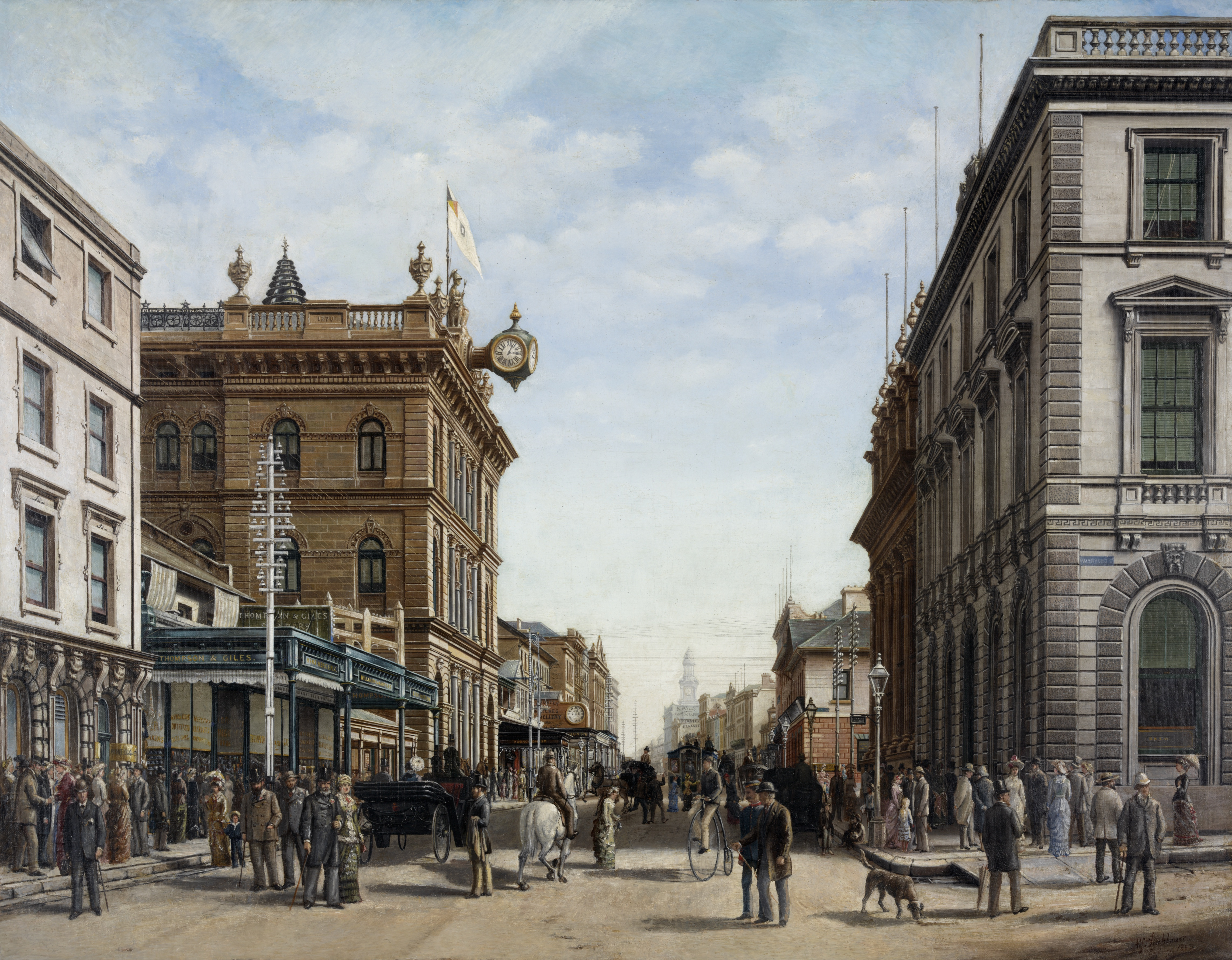
油畫《喬治街》（1883年），阿爾弗萊德·提希鮑爾（Alfred Tischbauer）作

直到1810年，乔治街作为悉尼镇的主街一般按照英国习惯称为“大街”（High Street），其北端也称为“军士长聯排”（Seargent Major's Row）或“泉水聯排”（Spring Row），后者是因为当时的水贩从水箱溪取水后经由此路运往军营和医院。1810年，总督拉克倫·麥覺理正式以英國君主乔治三世将此街命名为“乔治街”。

## 沿街區域

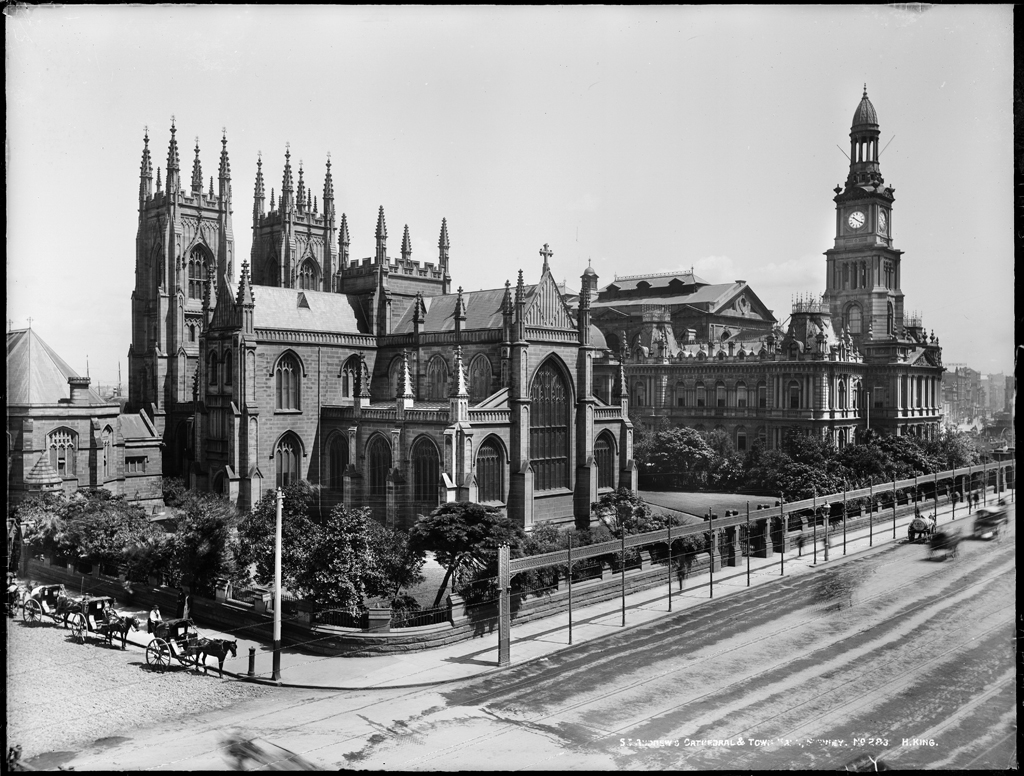
20世紀初年的悉尼市政廳——從喬治街朝西北方向看，市政廳左邊的是聖安德烈座堂。

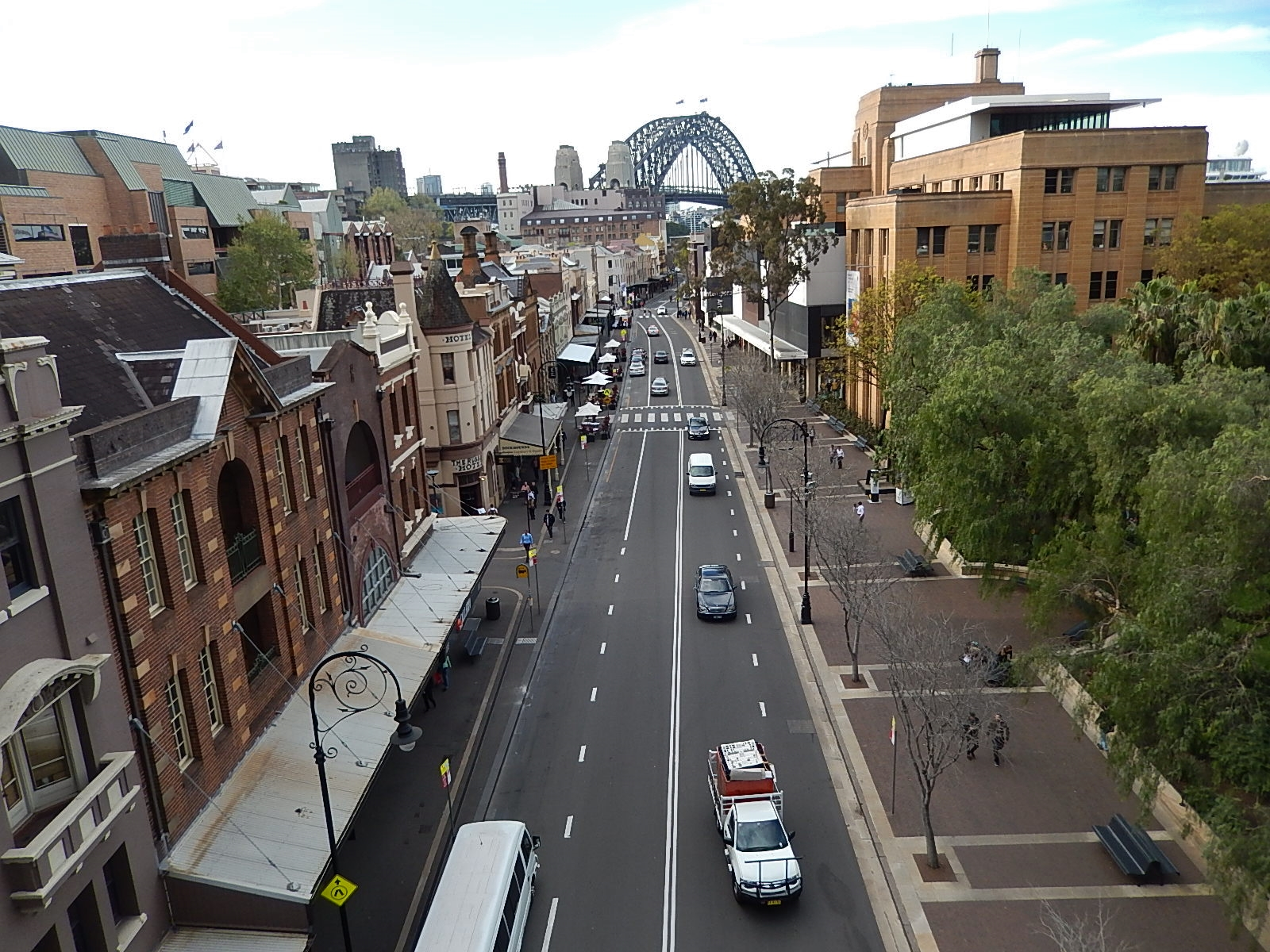
岩石区内的乔治街北段

作爲悉尼市中心最主要的街道之一，喬治街兩旁的街區被習慣分割為幾段各有特色的段落或區域。從南到北，這些區域包括：
- 鐵路廣場（Railway Square）——喬治街南端，是幾條繁忙道路的交匯處。該廣場得名于鄰近的悉尼中央火車站，廣場上則有大型巴士中轉站。廣場四周現在主要是旅館、零售業商鋪，以及悉尼成人及職業教育學院的校舍之一。
- 華埠（Chinatown，唐人街）——悉尼傳統的、中心的華埠，位于禧市（Haymarket）區，靠近喬治街南端。華埠主要位于喬治街西，但也延伸到街東。華埠是悉尼市中心的零售業和餐飲業中心之一。靠近喬治街的特點包括位于禧街（Hay Street）轉角的一段梧桐樹殘端，頂部鎦金，内置水管從頂部不斷滴水。這件藝術品由藝術家贈送給悉尼的華人社區，稱其會為華人社區帶來好運。這裡附近還有卡皮杜戲院（Capitol Theatre），經常上演音樂劇世界巡演時在悉尼的演出。悉尼圖書舘唐人街分舘也在喬治街上。
- 電影院區——華埠往北的小山丘上，此處原來有悉尼最大的三座電影院，後來在20世紀末合併為一，這座超大型的電影院現在是此區域最大的特徵。電影院區還有許多遊戲機房、網吧、快餐店以及酒吧，入夜之後非常繁忙。2013中國绿地集团宣佈將在此區建造超高層住宅樓——悉尼绿地中心。
- 市政廰——喬治街的中央段，此處有三座重要歷史建築：聖安德烈座堂、悉尼市政廰及維多利亞女王大廈，後者是一座精美的購物中心。此區域地下是悉尼城市鐵路市政廰火車站。四周是大型零售業聚集區，包括市中心最大的兩座百貨公司。附近的必街行人專區是悉尼最大的零售業中心之一。
- 榮日（英语：Wynyard, New South Wales）（Wynyard）——南起京街（King Street）路口、北至亞扶列街（Alfred Street）路口的區域主要是大公司及金融機構辦公樓，中間夾雜零售商、大型旅館以及大型酒吧和其他娛樂設施。這段街上的重要交叉路包括馬丁廣場，悉尼郵政總局大樓以及一戰陣亡將士紀念碑即位于馬丁廣場上。此區域北段地下有榮日火車站（英语：Wynyard railway station, Sydney）。
- 岩石區（The Rocks） ——亞扶列街以北，喬治街進入岩石區。這裡是1788年英國人在澳大利亞的第一個定居點，此處的喬治街仍然保留了過去作爲小鎮大街的風貌，兩旁有許多紀念品商店，餐廳和傳統式酒吧，以及畫廊。悉尼當代美術館也在這裡。喬治街在此到達傑克遜灣（悉尼港）結束。此區域最矚目的特點是龐大的悉尼港大橋引橋和橋墩。隔著環形碼頭則是著名的悉尼歌劇院。附近有環形碼頭火車站和輪渡碼頭。

## 图片

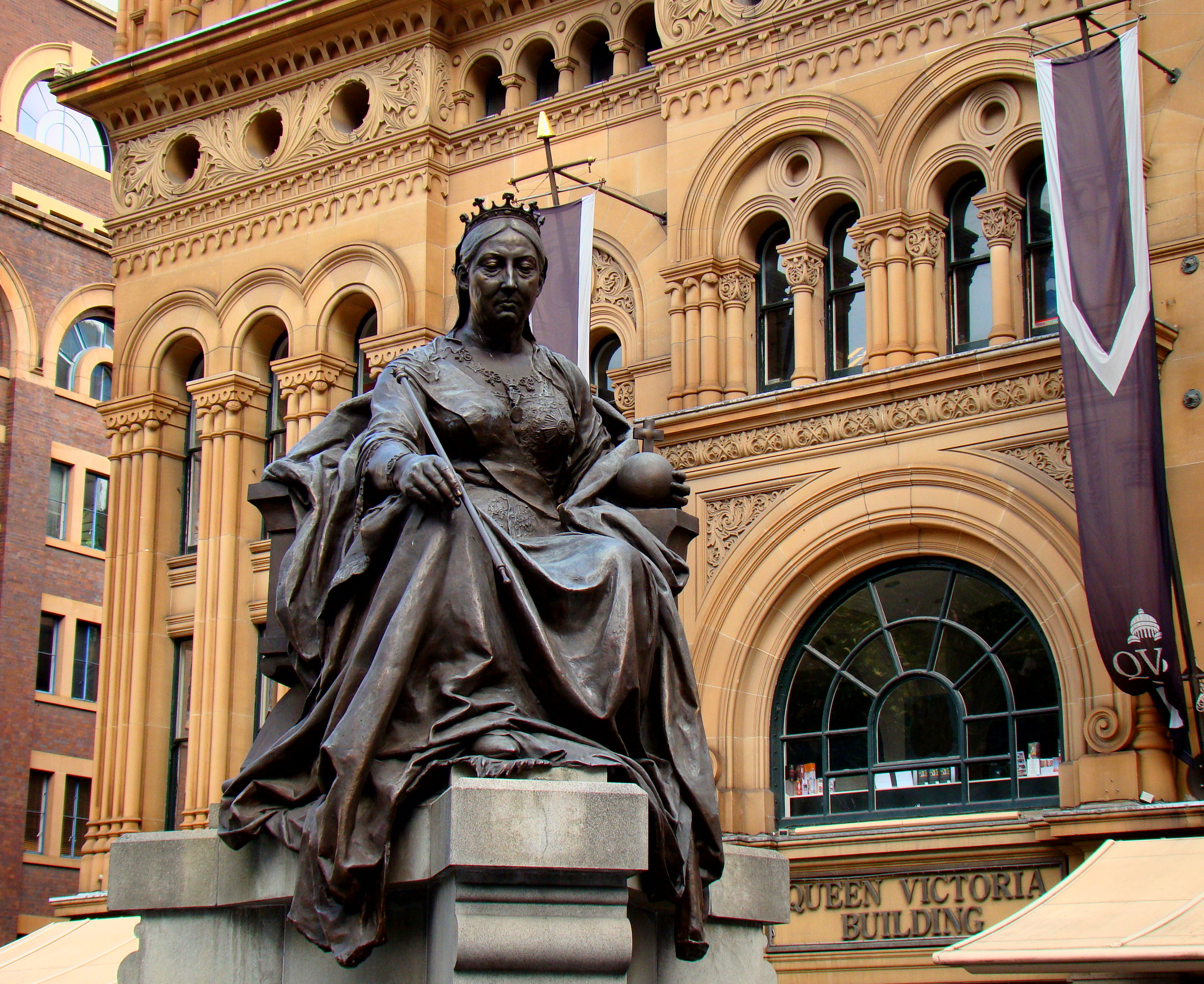
維多利亞女王大廈和維多利亞女王銅像
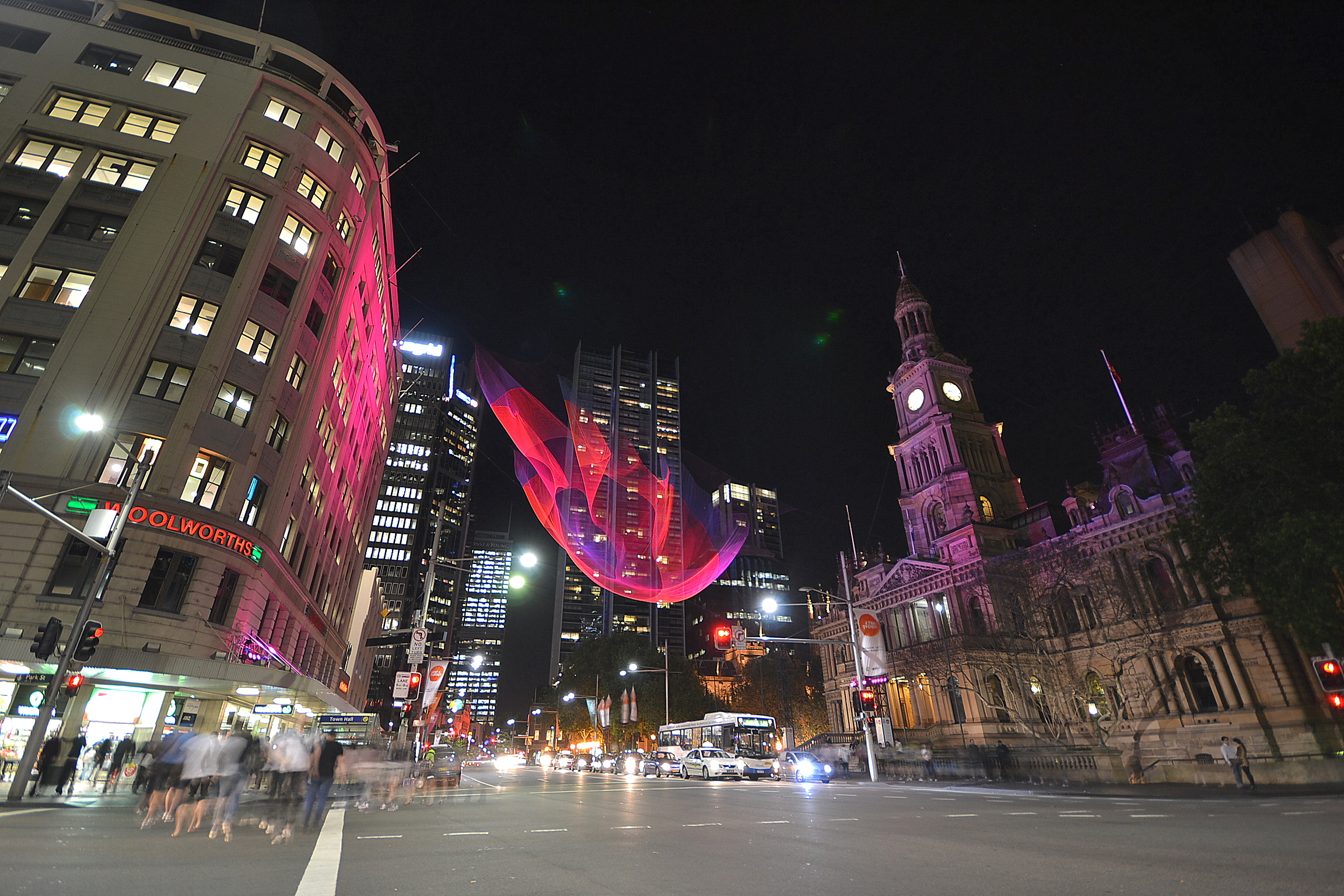
乔治街夜景
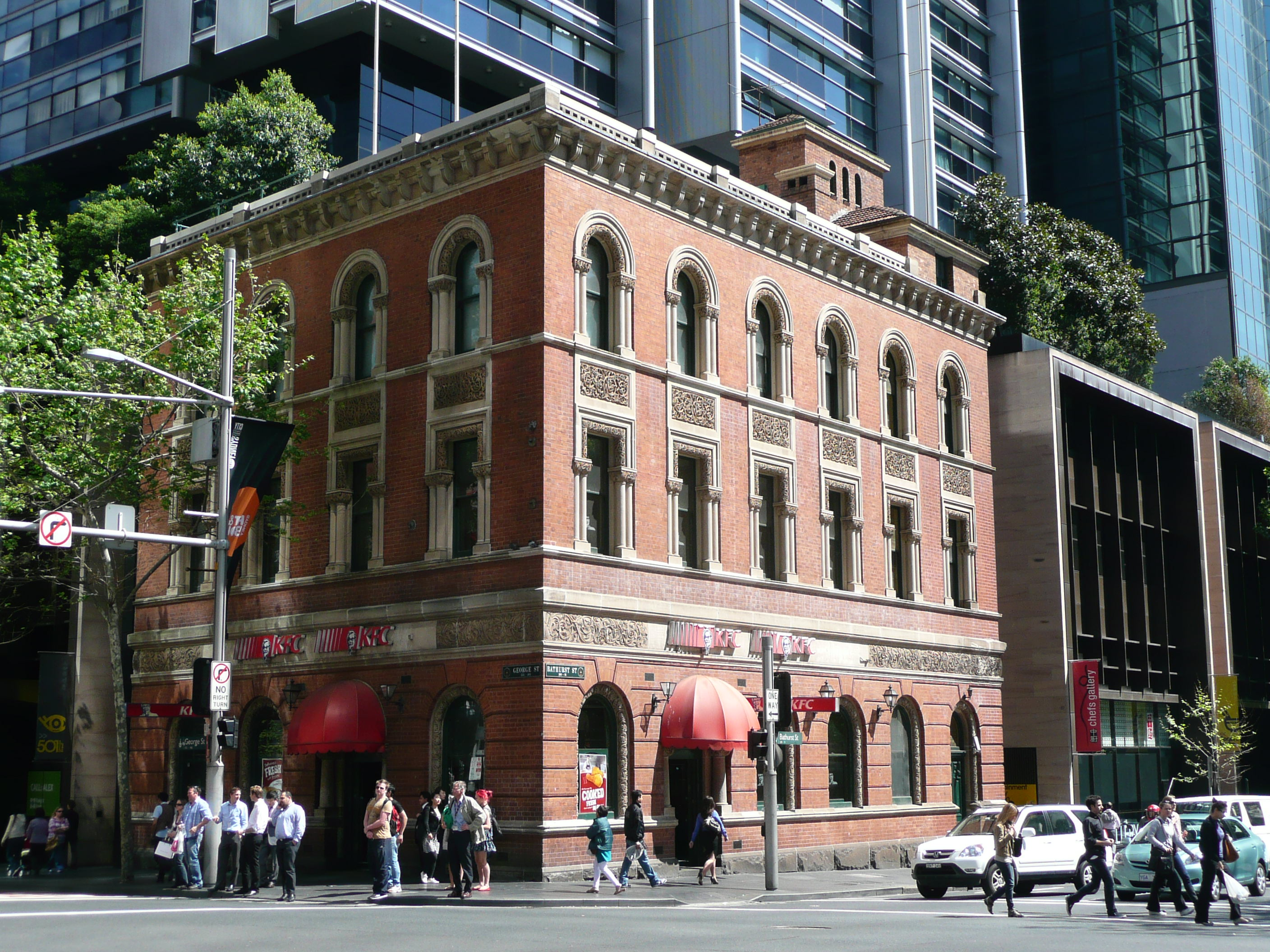
原新南威尔士银行大厦
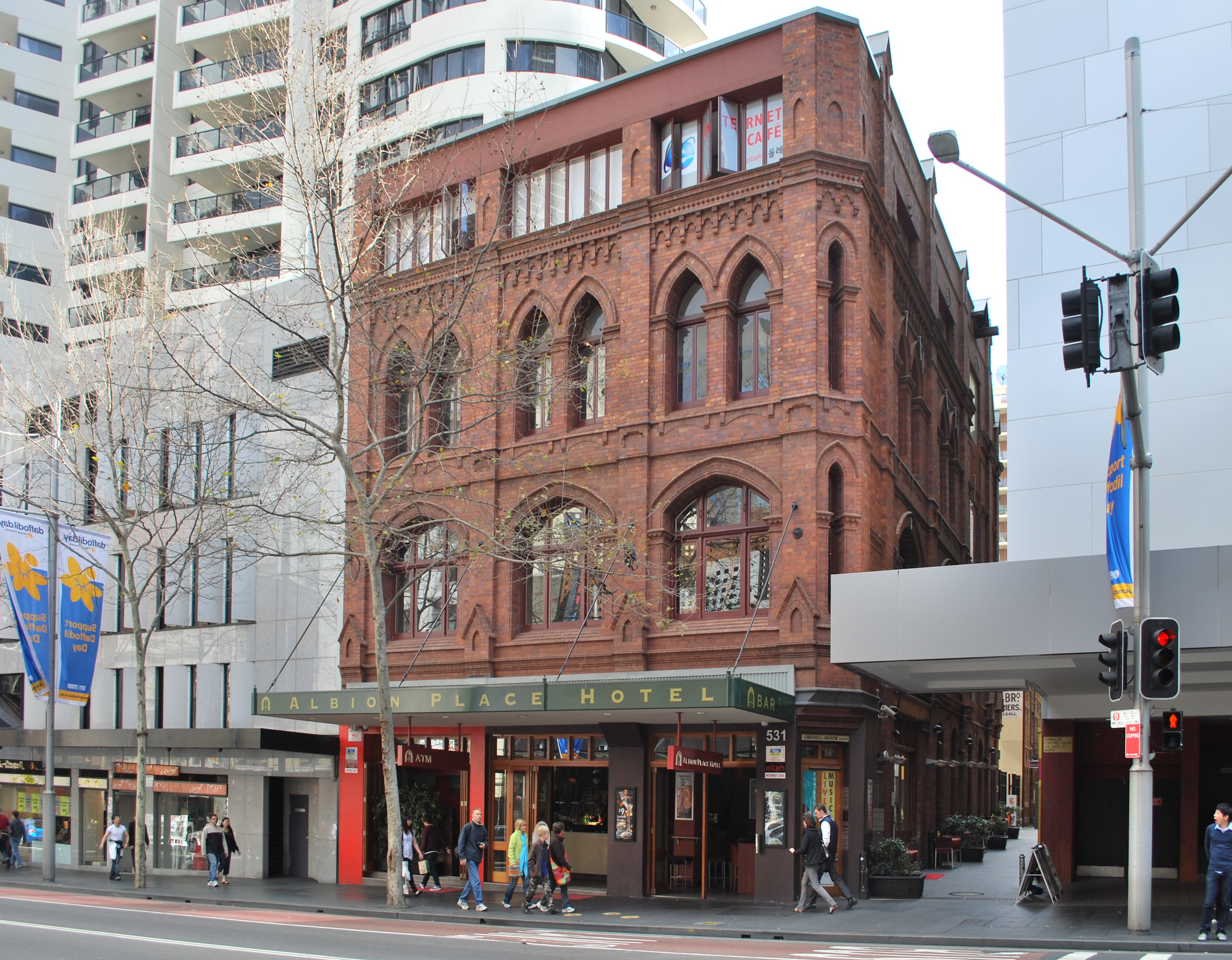
阿尔比恩广场酒店
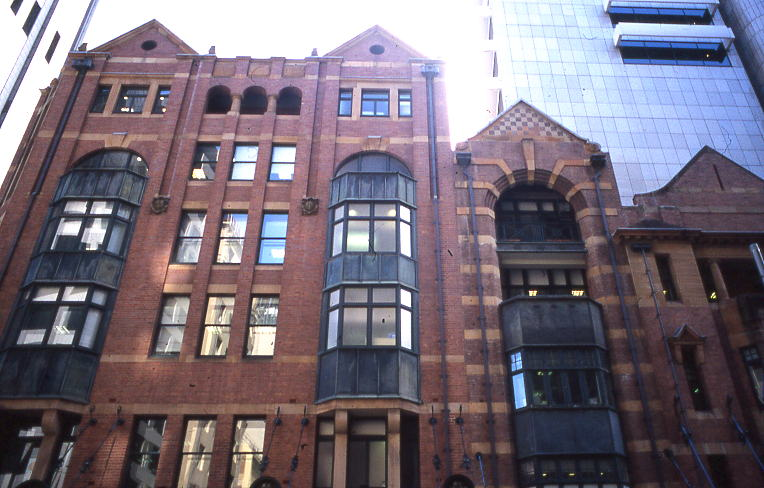
约翰逊大厦
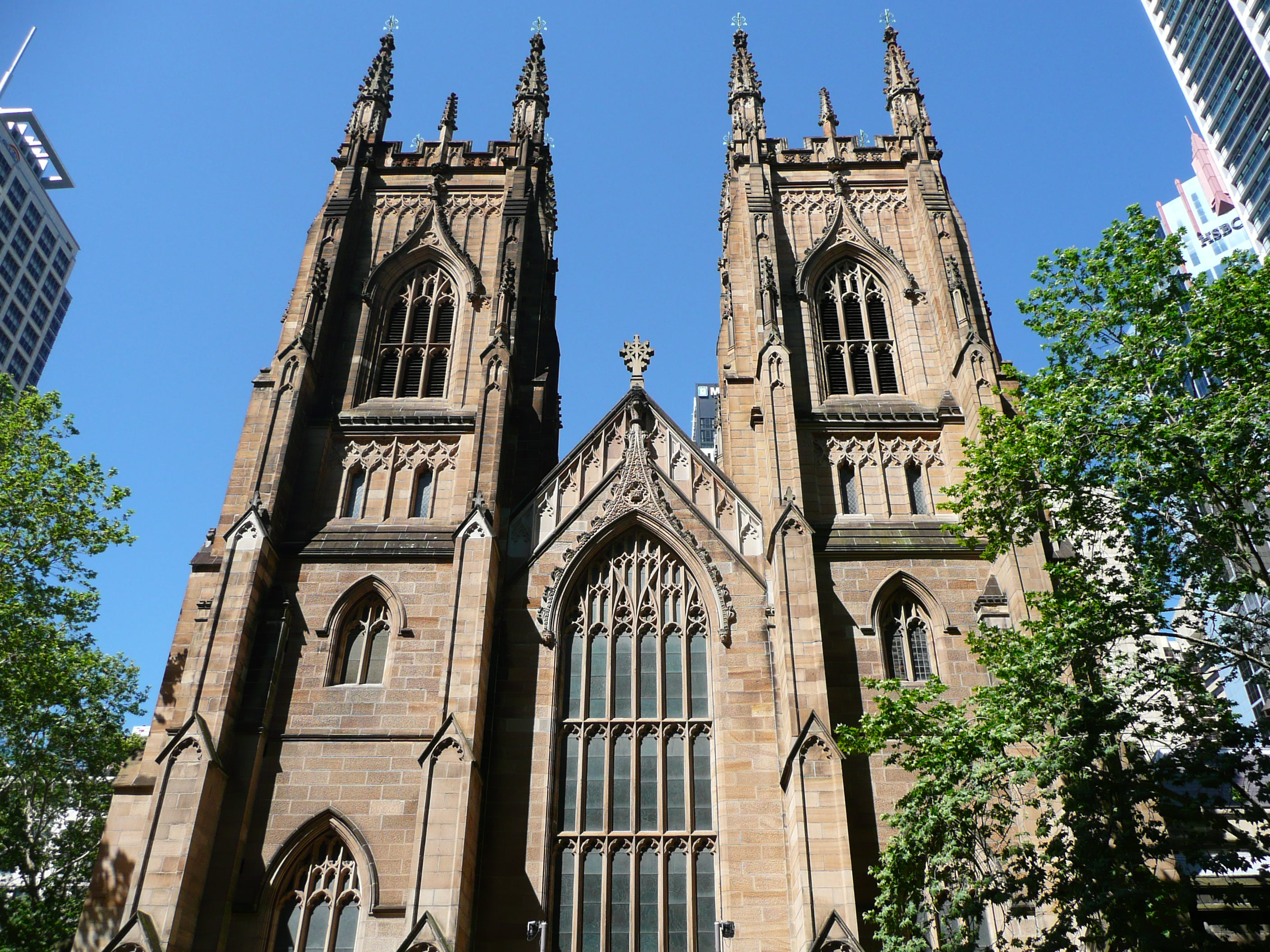
圣安德烈座堂
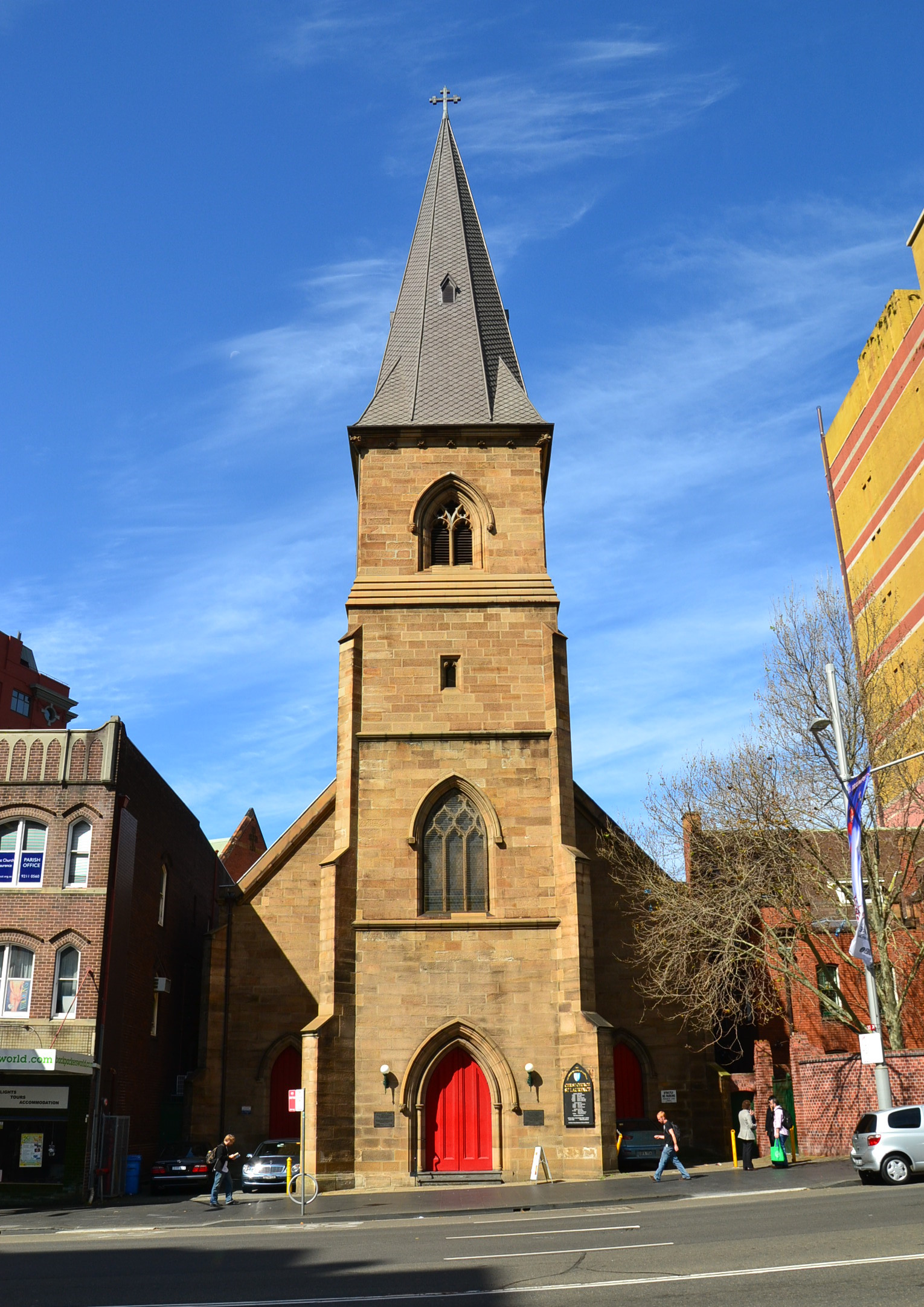
基督教堂圣劳伦斯
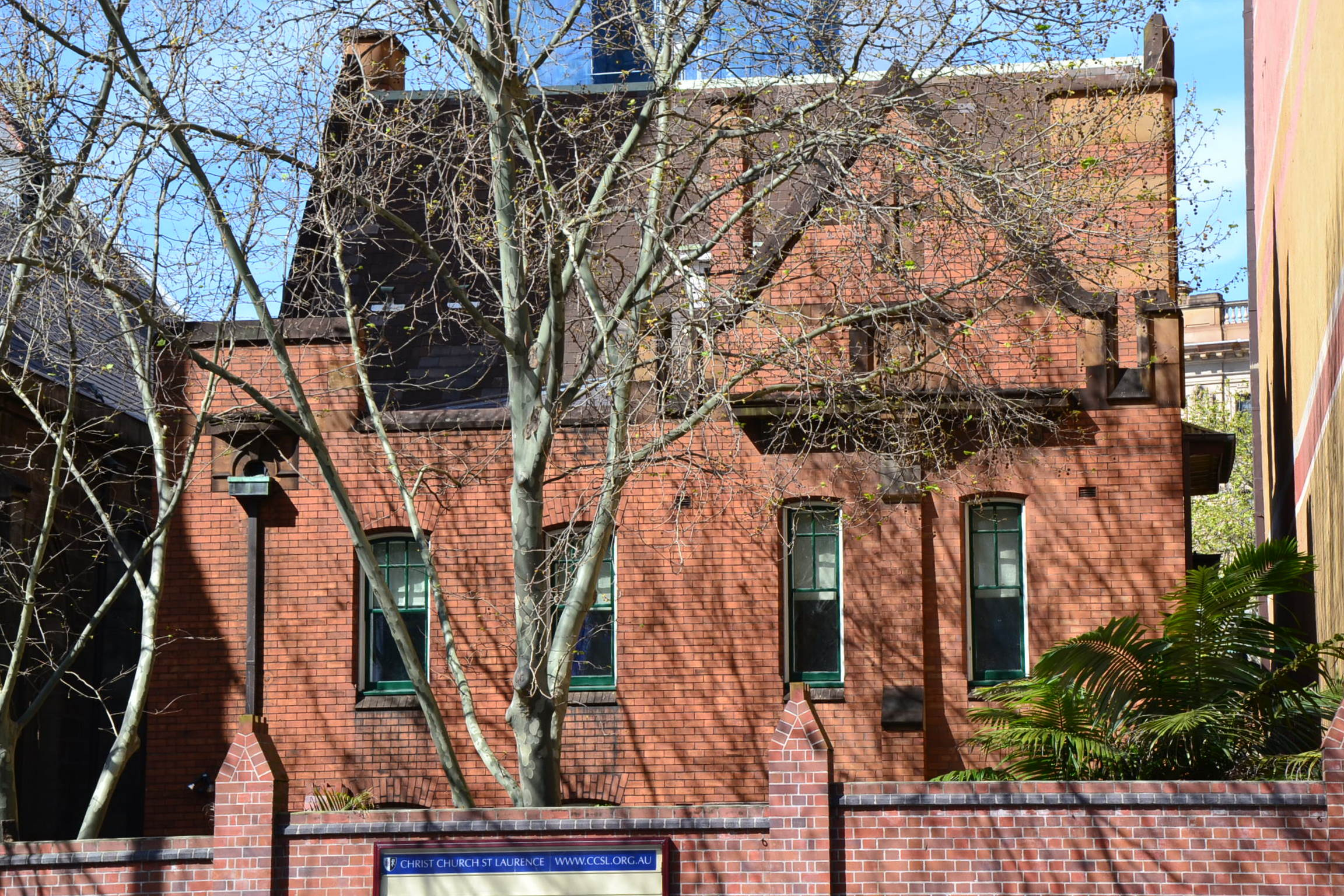
基督教堂礼堂
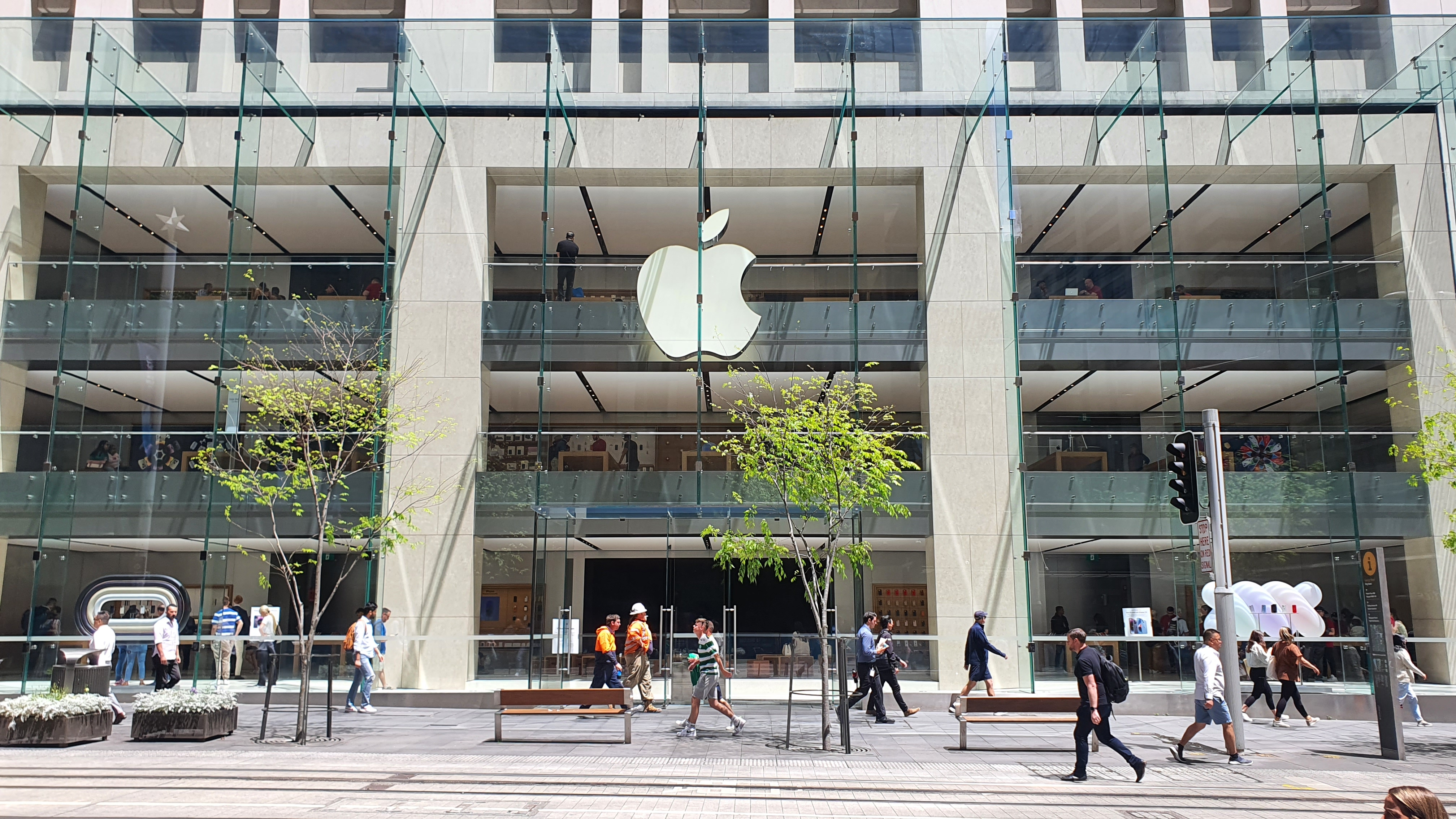
苹果零售店
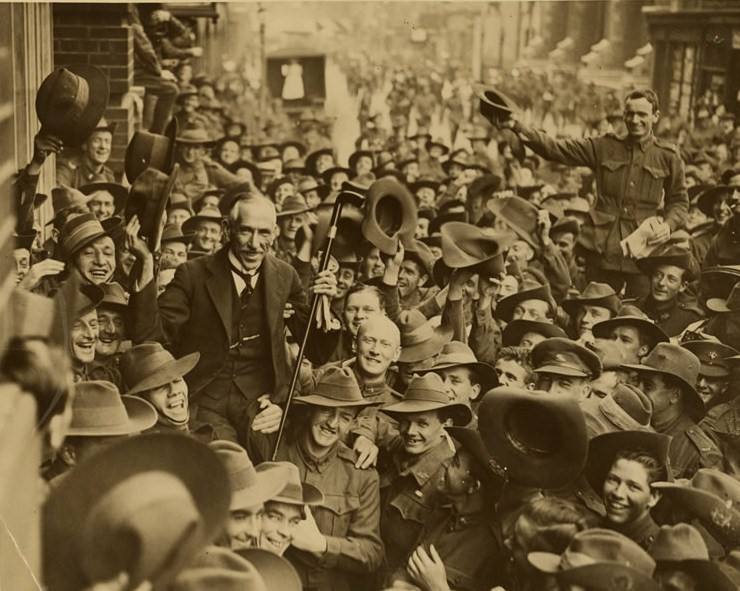
1919年在乔治街，澳大利亚军人热烈欢迎从巴黎和会上归来的比利·休斯
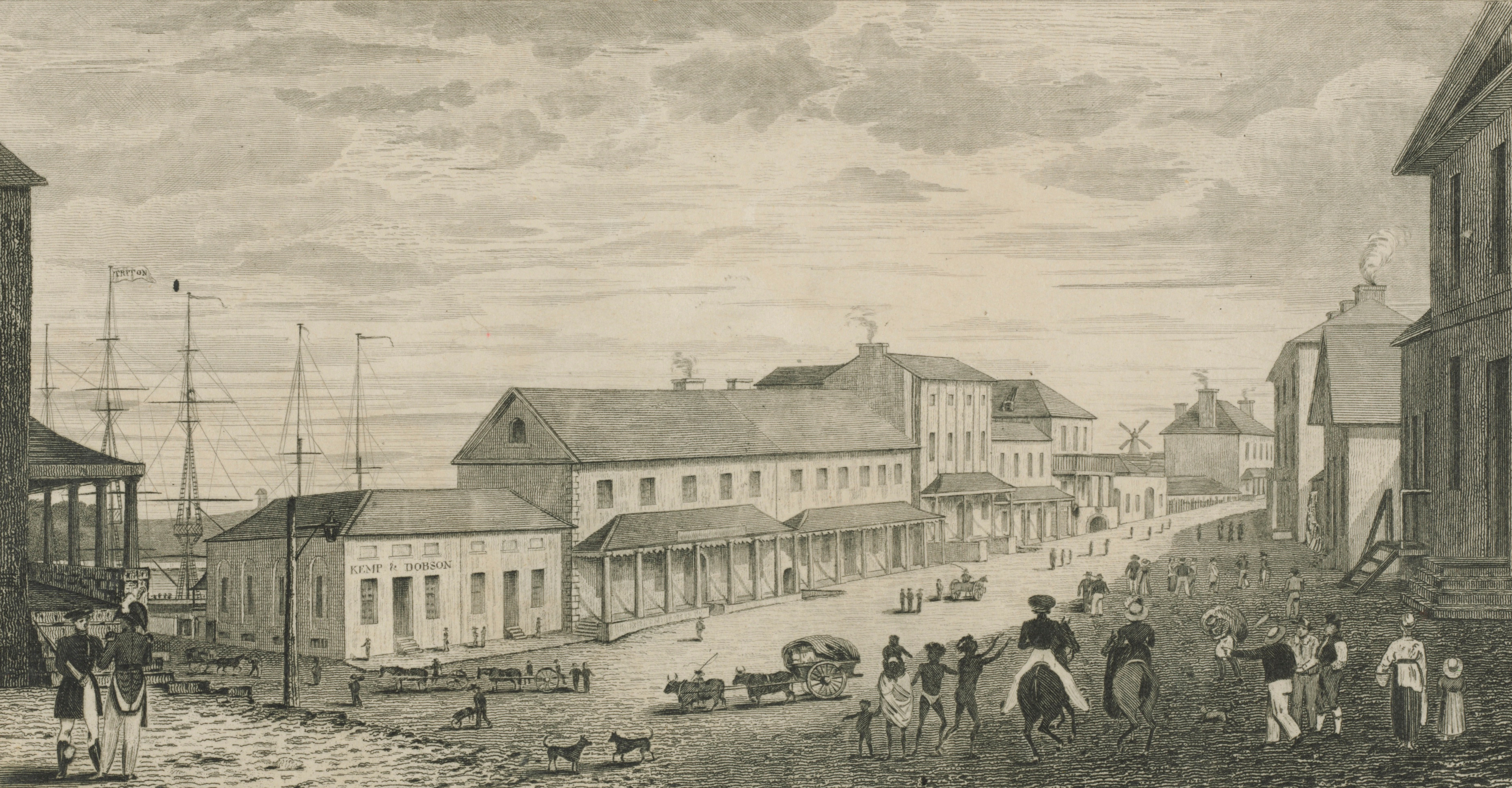
1828年的乔治街
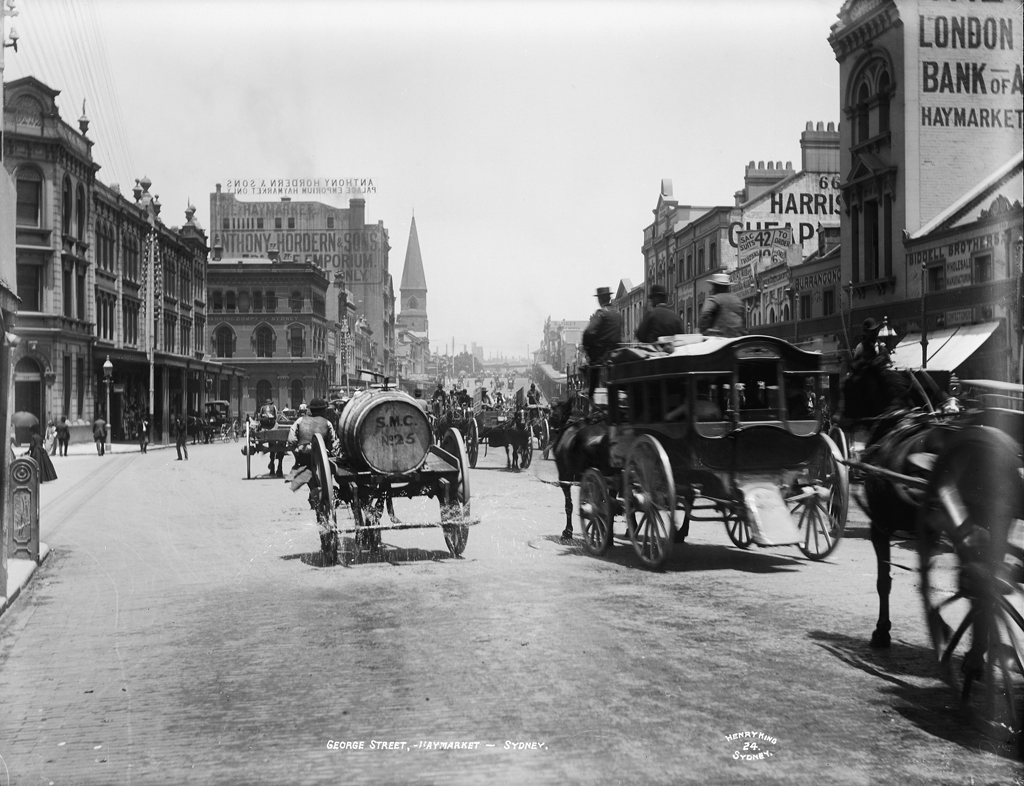
1900年乔治街的南部，禧市附近
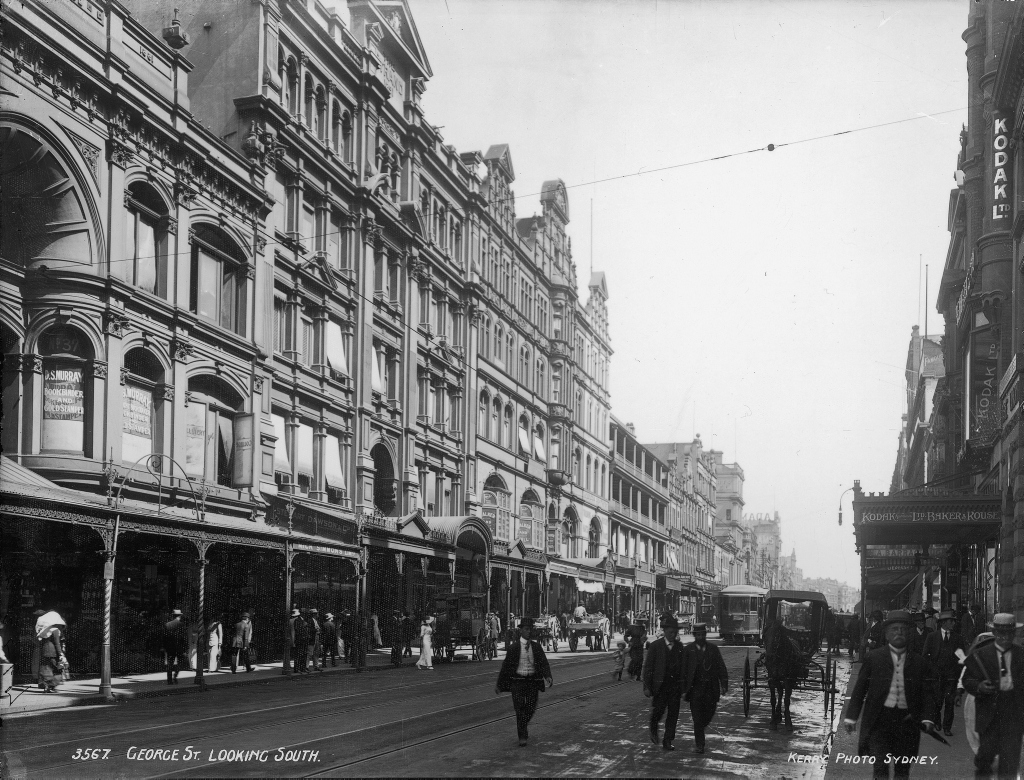
乔治街，从京街南望

## 外部連結
- 纽省路通局实时路况视频（页面存档备份，存于）

33°52′23″S 151°12′25″E / 33.873°S 151.207°E